# میلتین
میلتین (به چکی: Miletín) یک منطقهٔ مسکونی در جمهوری چک است که در شهرستان ییچین واقع شده‌است.
 میلتین  ۹۰۷ نفر جمعیت دارد.